# Deux-Sèvres
Les Deux-Sèvres (/dø.sɛvʁ/ ; Deùs Saevres en poitevin-saintongeais) sont un département du Centre-Ouest de la France, situé en région Nouvelle-Aquitaine.
Le département doit son nom à la Sèvre Nantaise, dernier grand affluent de la Loire, et à la Sèvre Niortaise, fleuve côtier qui se jette dans l'océan Atlantique au niveau de l'anse de l'Aiguillon. À ce titre, il est l'un des rares départements français portant le nom de deux cours d'eau qui ne sont pas confluents.
Les habitants des Deux-Sèvres sont appelés les Deux-Sévriens.
L'Insee et La Poste lui attribuent le code 79.

## Histoire
Le département est créé à la Révolution française, le 4 mars 1790 en application de la loi du 22 décembre 1789, à partir d'une partie de la province du Poitou, de quelques communes de l'Angoumois (Pioussay, Hanc et Bouin, issues du marquisat de Ruffec), de quelques communes de l'Anjou : Bouillé-Loretz (dépendante de la sénéchaussée de Saumur), Loublande, Saint-Maurice-la-Fougereuse et Saint-Pierre-des-Échaubrognes (anciennes paroisses des Mauges angevines) et de communes des marches d'Anjou : Saint-Pierre-à-Champ, Cersay et Bouillé-Saint-Paul.

Carte du département des Deux-Sèvres (1790).

Sous l'ancien régime, la partie du territoire situé au nord de l'Autize et du Thouet relevaient de la  circonscription du Bas-Poitou tandis que les paroisses situées au sud de ces cours d'eau étaient rattachées au Haut-Poitou. Quelques paroisses relevaient à la fois des marches d'Anjou et du Poitou : Argenton-l'Église, Bagneux, Brion-près-Thouet, Genneton, Louzy, Massais, Saint-Léger-de-Montbrun, Saint-Martin-de-Mâcon, Saint-Martin-de-Sanzay, Saint-Cyr-la-Lande, Tourtenay.
Au cours de la période révolutionnaire, le département fut marqué par les guerres de Vendée. La partie nord du département, région bocagère se rattachant au massif armoricain se souleva avec le bocage vendéen voisin, tandis qu'au sud, le Niortais et le Mellois plus urbanisés, restèrent fidèles à la Convention.
En 1973, les habitants du Puy-Saint-Bonnet décident de quitter les Deux-Sèvres et de rejoindre le département de Maine-et-Loire afin d'associer leur commune à la communauté urbaine de Cholet.
L'industrie trouve au XIXe siècle et XXe siècle à se développer dans le département (traitement des peaux et laines, chamoiserie et ganterie niortaises, production de chaux, de houille à Saint-Laurs, de matériel agricole, produits laitiers, farines de minoteries industrielles et alcool de betterave, allumettes, lubrifiants, colles ou pâtes alimentaires, et au XXe siècle contreplaqué / filière bois / bois exotiques (Groupe Rougier, premier employeur industriel du département) et secteur automobile (avec  la société Heuliez à Cerizay, et de la chimie industrielle, avec trois grandes usines chimiques, dont le site Solvay anciennement Rhodia de Melle et de Saint-Léger-de-la-Martinière (rachetée en 1972 par le groupe Rhône-Poulenc, avec ses 750 employés, devenue la seconde entreprise du département),. Rien que pour les sites de fabrication construits avant 1950, « dont subsistent des vestiges et dont la production a été diffusée au-delà des limites du canton où ils sont implantés », ce sont 288 usines encore actives ou non, qui figurent dans le patrimoine industriel régional, abritant quelques architectures et machines remarquables, mais aussi parfois de lourdes séquelles de pollution. En moyenne, 31 entreprises ont été créées tous les dix ans dans le département, « avec une pointe à 53 entre 1890 et 1899, et une chute à 7 pour la période de 1940 à 1950, mais pour quatre décennies, le nombre de créations correspond exactement à cette moyenne ».
Au 1er janvier 2016 la région Poitou-Charentes, à laquelle appartenait le département, fusionne avec les régions Aquitaine et Limousin pour devenir la nouvelle région Nouvelle-Aquitaine.
Le département attire l'attention des médias le 25 mars 2023, à la suite d'une manifestation d'opposition aux retenues de substitution installés à Sainte-Soline par les agriculteurs locaux, projet validé par le tribunal administratif de Poitiers le 11 avril 2023.

## Administration
Le préfet des Deux-Sèvres est Simon Fetet depuis mars 2025.

## Politique
Comme le département voisin de la Vendée, les Deux-Sèvres ont été traditionnellement marquées par un clivage politique entre le Nord et le Sud, hérité en grande partie de la guerre de Vendée. Tandis que le Nord, région bocagère de grands propriétaires catholiques, est historiquement plutôt ancré à droite, le Sud, qui connaît une importante présence protestante et une forte implantation du mouvement coopératif (notamment par le biais des mutuelles, voir Niort), vote traditionnellement à gauche (Melle est ainsi le fief de la candidate du Parti socialiste, Ségolène Royal, à l'élection présidentielle française de 2007).
Les Deux-Sèvres ont longtemps été considérées comme un bastion de la droite, mais les élections cantonales de 2008 donnent une majorité de gauche au Conseil Général. Au cours des élections municipales de 2008, la ville de Thouars est également passée à gauche. Les Deux-Sèvres offrent des scores relativement bas au Front national par rapport au niveau national.
Il faut noter enfin le basculement lors des législatives de 2007 de la 4e circonscription (Bressuire-Thouars) à gauche, ce qui porte à trois députés de gauche et un député de droite la représentation des Deux-Sèvres. Le redécoupage des circonscriptions, qui ne sont désormais plus que trois, se fait à l'avantage de la gauche : lors des élections législatives de 2012, la droite ne remporte aucun siège.
Les élections municipales de 2014 mettent fin à la progression de la Gauche dans le département. La perte de Niort dès le premier tour sonne comme un coup de tonnerre dans la vie politique locale. Ce tableau donne les résultats pour les principales communes des Deux-Sèvres.
| Commune               | Population | Maire sortant       | Parti | Parti          | Maire élu             | Parti | Parti          |
| --------------------- | ---------- | ------------------- | ----- | -------------- | --------------------- | ----- | -------------- |
| Bressuire             | 19 499     | Jean Michel Bernier |       | Sans étiquette | Jean Michel Bernier   |       | Sans étiquette |
| Cerizay               | 4 776      | Johnny Brosseau     |       | PS             | Johnny Brosseau       |       | PS             |
| Mauléon               | 8 499      | Daniel Amiot        |       | UMP            | Pierre-Yves Marolleau |       | Divers Droite  |
| Celles-sur-Belle      | 3 884      | Jean-Marie Roy      |       |                | Jean-Marie Roy        |       | Divers Droite  |
| Melle                 | 3 574      | Yves Debien         |       | PS             | Yves Debien           |       | PS             |
| Niort                 | 59 005     | Geneviève Gaillard  |       | PS             | Jérôme Baloge         |       | UDI            |
| Parthenay             | 10 388     | Xavier Argenton     |       | UDI            | Jean-Michel Prieur    |       | AC             |
| Thouars               | 14 055     | Patrice Pineau      |       | PS             | Patrice Pineau        |       | PS             |
| Saint-Maixent-l'École | 6 756      | Léopold Moreau      |       | UMP            | Léopold Moreau        |       | UMP            |

Logos successifs du conseil départemental.
2009-2020.
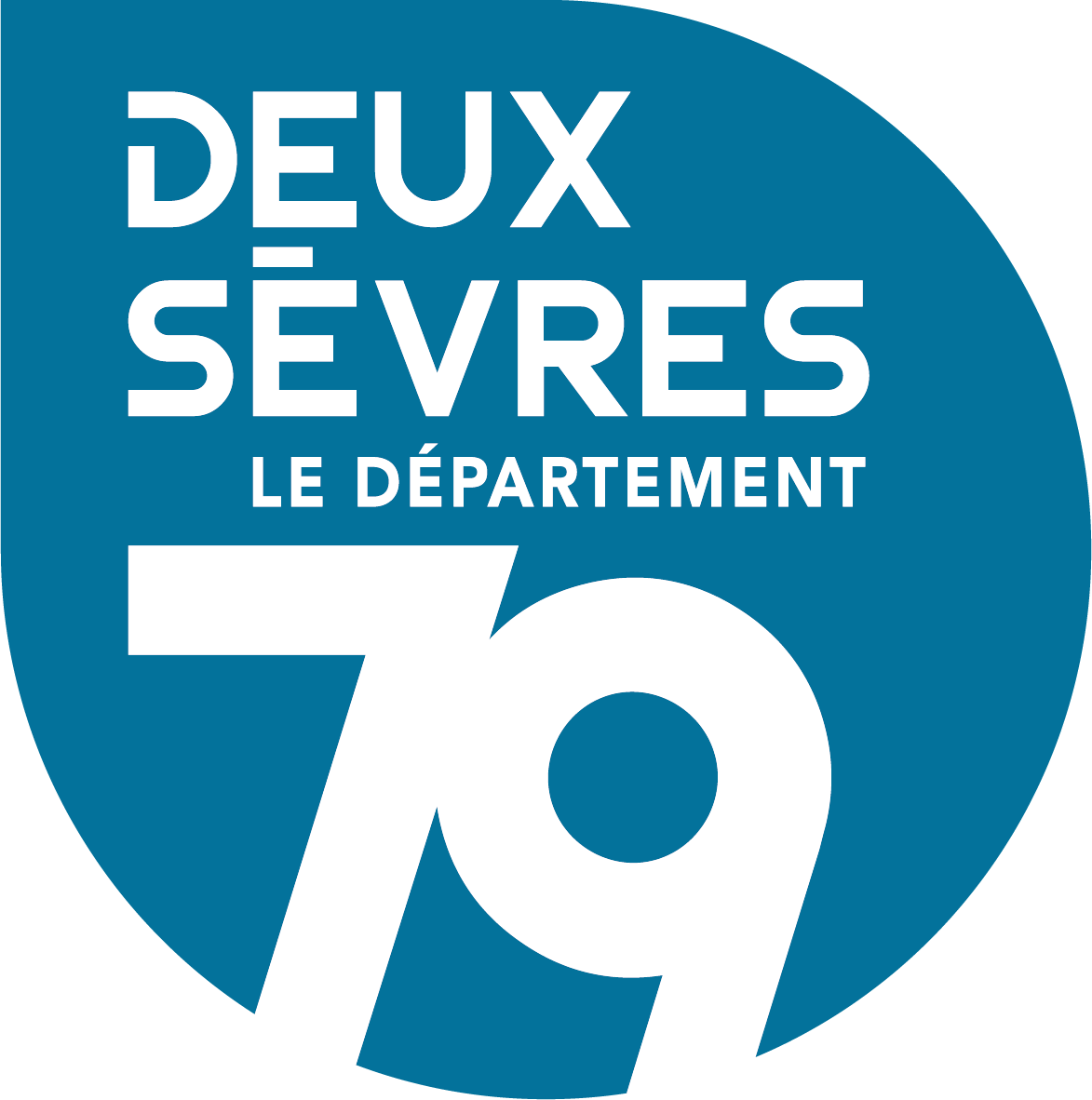
Depuis 2020.

## Géographie

### Les données géographiques du département
Géographiquement, les Deux-Sèvres font partie de l'Ouest de la France et une grande partie de son territoire se rattache au Massif armoricain.
Le département des Deux-Sèvres appartient à la région Nouvelle-Aquitaine, où il est limitrophe des départements de la Vienne à l'est, de la Charente au sud-est et de la Charente-Maritime au sud-ouest.
Par ailleurs, ce département est bordé par la région des Pays de la Loire où, à l'ouest, il jouxte la Vendée et, au nord, celui de Maine-et-Loire.
Selon les données de l'Institut géographique national, le centre géographique du département des Deux-Sèvres est représenté par la commune de Mazières-en-Gâtine.
| Niort Bressuire Parthenay Saint-Hilaire-la-Palud Frontenay-Rohan-Rohan Melle Sauzé- · Vaussais Saint-Maixent-l'École Pamproux Coulonges-sur-l'Autize Champdeniers Saint-Pardoux Moncoutant Cerizay Airvault Mauléon Nueil-les-Aubiers Thouars |

| Niort Bressuire Parthenay Saint-Hilaire-la-Palud Frontenay-Rohan-Rohan Melle Sauzé- · Vaussais Saint-Maixent-l'École Pamproux Coulonges-sur-l'Autize Champdeniers Saint-Pardoux Moncoutant Cerizay Airvault Mauléon Nueil-les-Aubiers Thouars |

### Géographie physique

Paysages des Deux-Sèvres :
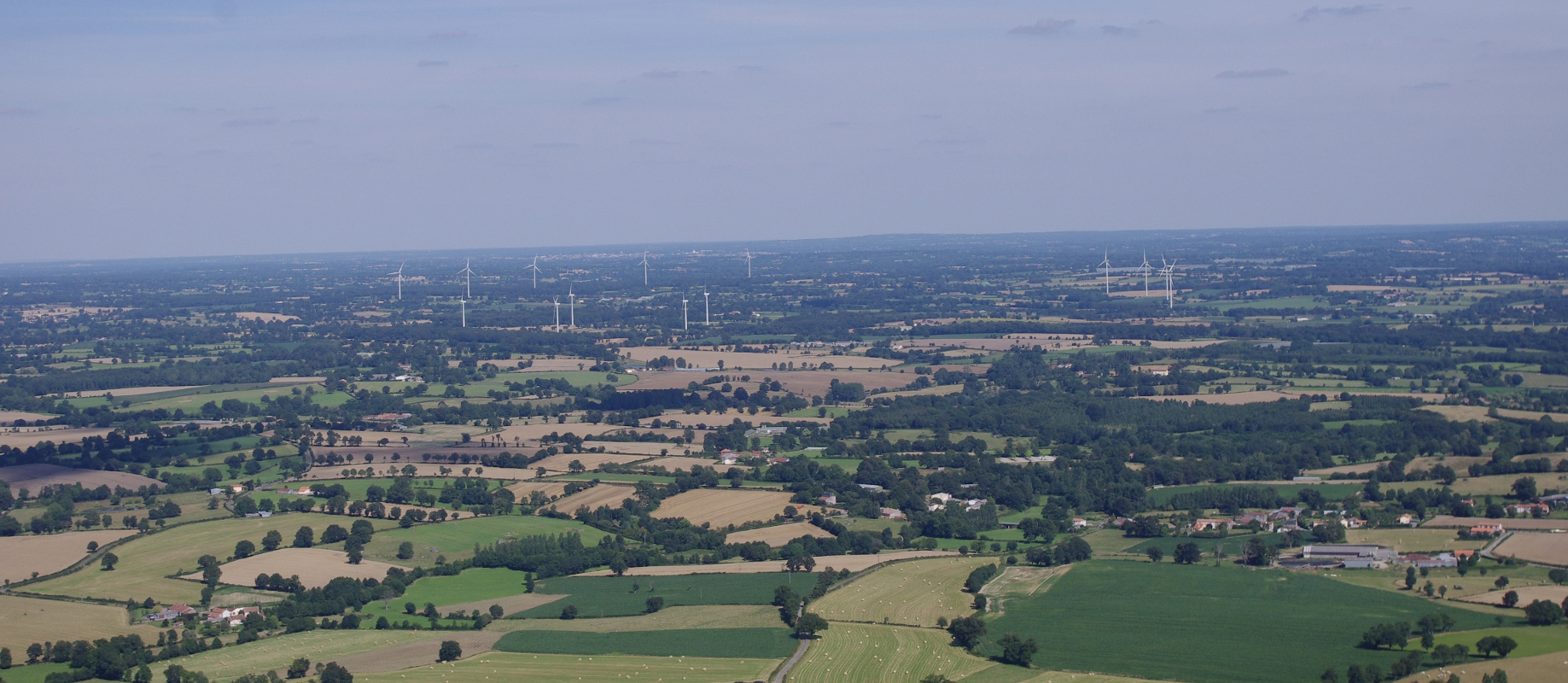
Neuvy-Bouin au centre.
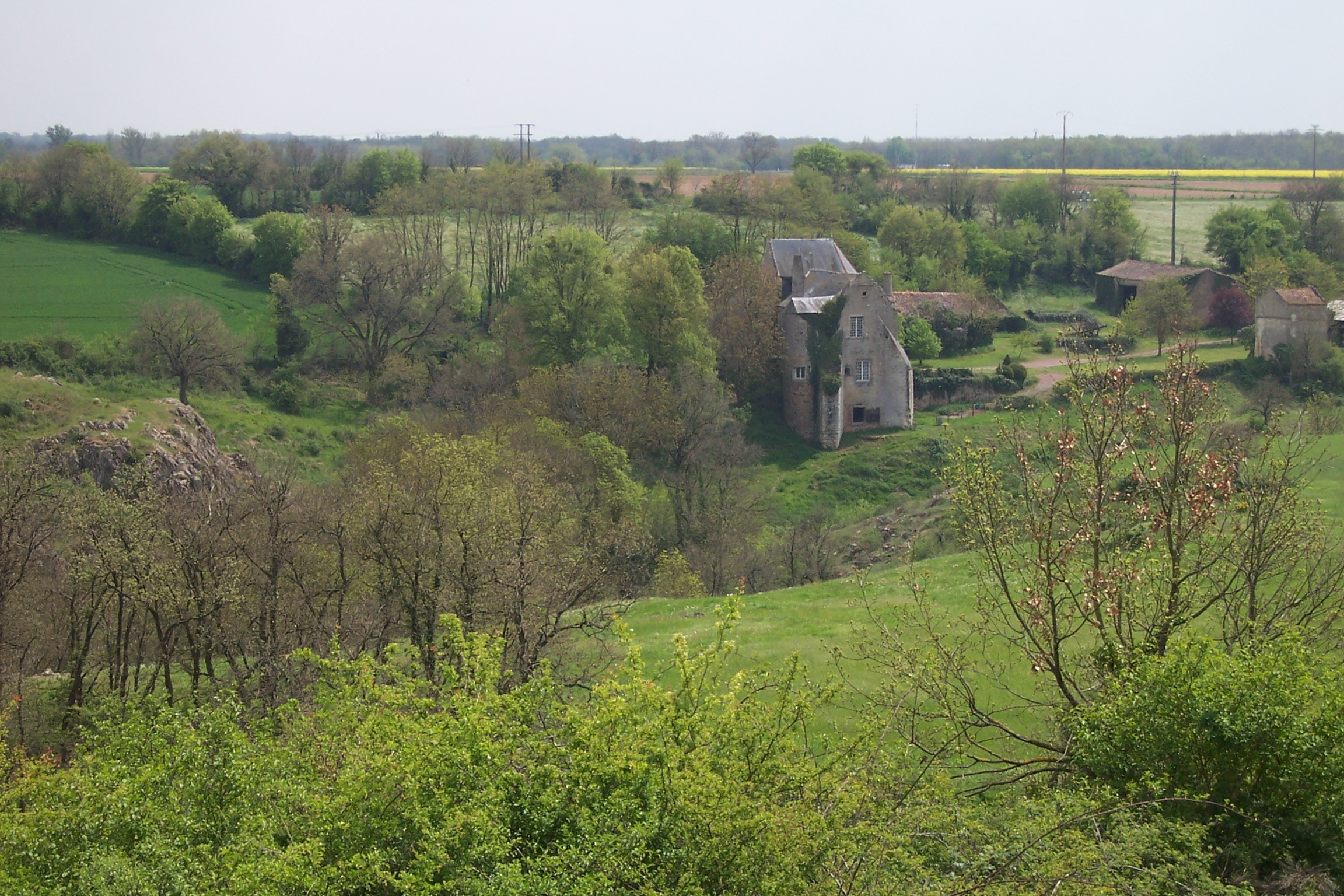
La Vallée du Pressoir à Thouars au nord-est.
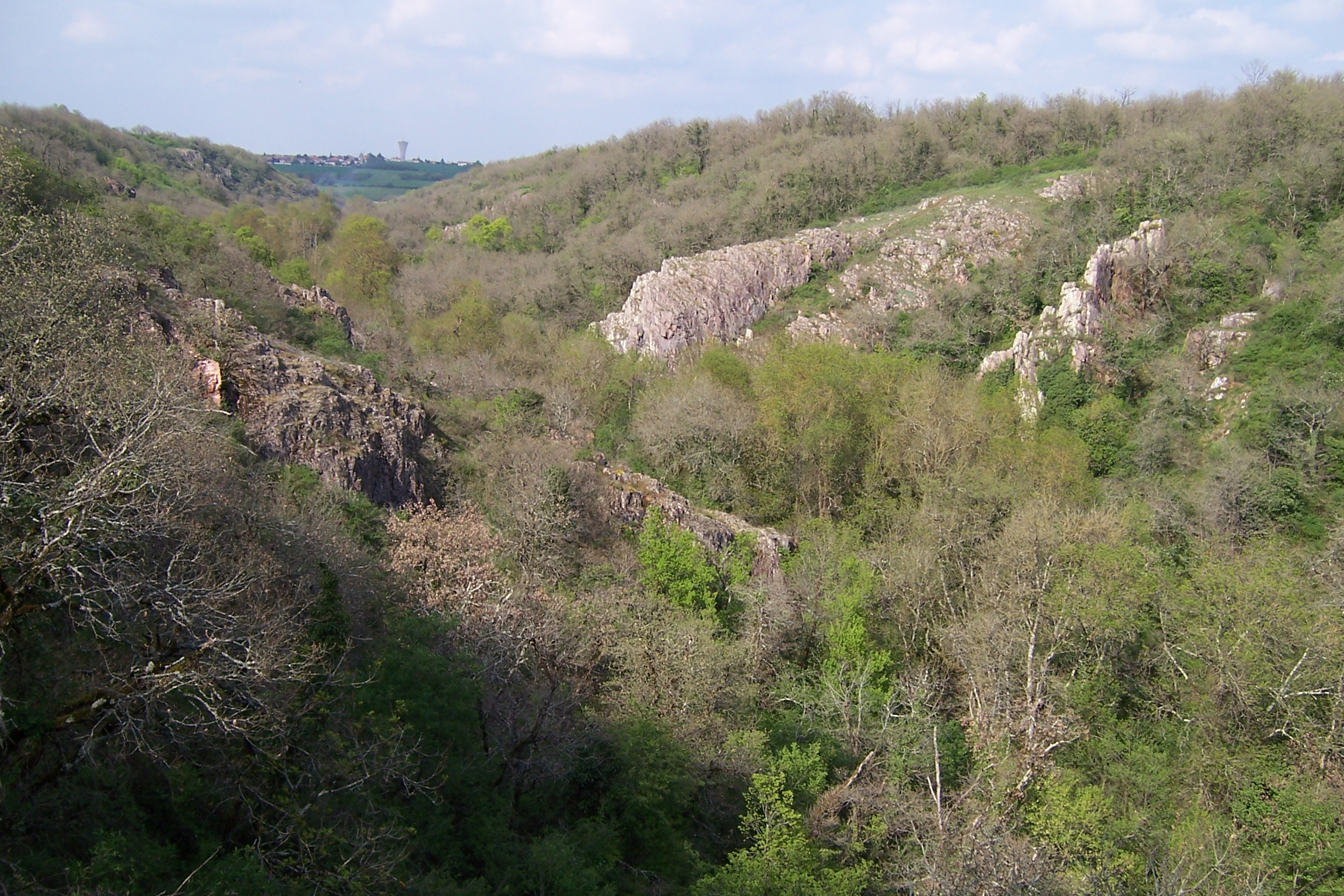
Château du Pressoir à Sainte-Radegonde au nord-est.

#### La Gâtine
A l'ouest de la Gâtine, le bassin houiller de Vendée s'est principalement formé au Stéphanien (daté entre -307 et -299 millions d'années), il déborde sur les communes de Saint-Laurs et Ardin. Le point culminant du département, le Terrier de Saint-Martin (272 mètres), se situe sur la commune de Saint-Martin-du-Fouilloux.

### Géographie administrative des Deux-Sèvres
- Arrondissements des Deux-Sèvres
- Cantons des Deux-Sèvres
- Intercommunalités des Deux-Sèvres
- Communes des Deux-Sèvres
- Anciennes communes des Deux-Sèvres

L'intercommunalité devient de plus en plus active dans les Deux-Sèvres, composées de six communautés de communes :
- la communauté de communes de Parthenay-Gâtine, autour de Parthenay ;
- la communauté de communes Mellois en Poitou, autour de Melle ;
- la communauté de communes du Thouarsais, autour de Thouars ;
- la communauté de communes Haut Val de Sèvre, autour de Saint-Maixent-l'École ;
- la communauté de communes Val-de-Gâtine, autour de Champdeniers ;
- la communauté de communes Airvaudais-Val du Thouet, autour d'Airvault.

Par ailleurs, le département possède deux communautés d'agglomération, qui se sont constituées autour de Niort, préfecture et principale ville des Deux-Sèvres, et de Bressuire, l'une des deux sous-préfectures du département :
- la communauté d'agglomération du Niortais ;
- la communauté d'agglomération du Bocage bressuirais.

La communauté d'agglomération du Niortais et les communautés de communes Haut Val de Sèvre et Val-de-Gâtine forment, avec d'autres intercommunalités de Charente et de Vendée, le pôle Centre-Atlantique.

## Toponymie
Pour Ernest Nègre, dans son ouvrage de référence Toponymie générale de la France, la racine des Sèvres est préceltique, dérivant de Sab, signifiant « Sève, jus, liquide, suc » et du suffixe ara.

Il ajoute que la Sèvre Niortaise vient de Sepvret, soit le nom de la source de ce fleuve.

## Climat
Les Deux-Sèvres possèdent un climat océanique, du fait de la proximité du département avec l'océan (environ 80 km). Voici les données mensuelles pour quelques paramètres pour la station de Niort.
| Mois                                  | jan.       | fév.       | mars       | avril     | mai       | juin      | jui.     | août      | sep.      | oct.      | nov.      | déc.       | année |
| ------------------------------------- | ---------- | ---------- | ---------- | --------- | --------- | --------- | -------- | --------- | --------- | --------- | --------- | ---------- | ----- |
| Température minimale moyenne (°C)     | 2,4        | 2,3        | 4          | 5,7       | 9,4       | 12,4      | 14,3     | 14        | 11,6      | 9,3       | 5,1       | 2,9        | 7,8   |
| Température moyenne (°C)              | 5,5        | 6,2        | 8,7        | 10,9      | 14,7      | 18,1      | 20,2     | 20,1      | 17,3      | 13,7      | 8,7       | 5,9        | 12,5  |
| Température maximale moyenne (°C)     | 8,5        | 10         | 13,4       | 16        | 20        | 23,7      | 26,1     | 26,1      | 22,9      | 18        | 12,2      | 8,9        | 17,2  |
| Record de froid (°C) date du record   | −15,1 1987 | −11,2 1986 | −10,7 2005 | −4,8 2008 | 0,2 2010  | 3,4 1989  | 6,6 1993 | 5,8 1988  | 3 2007    | −3,3 1997 | −7 1993   | −10,5 1996 | −15,1 |
| Record de chaleur (°C) date du record | 17 1966    | 24,3 2019  | 25,5 2005  | 29,8 2005 | 32,4 2017 | 40,1 2022 | 41 2022  | 40,1 2002 | 36,6 2023 | 31,1 2023 | 22,9 2015 | 19,2 1989  | 41    |
| Ensoleillement (h)                    | 78         | 106        | 158        | 180       | 215       | 243       | 251      | 247       | 203       | 133       | 90        | 75         | 1 980 |
| Précipitations (mm)                   | 84         | 66         | 64         | 71        | 70        | 59        | 56       | 50        | 61        | 97        | 93        | 96         | 867,2 |

## Démographie
En 2022, le département comptait 375 415 habitants, en évolution de +0,18 % par rapport à 2016 (France hors Mayotte : +2,11 %).
| 1791 | 1801    | 1806    | 1821    | 1826    | 1831    | 1836    | 1841    | 1846    |
| ---- | ------- | ------- | ------- | ------- | ------- | ------- | ------- | ------- |
| -    | 241 916 | 254 105 | 279 845 | 288 260 | 294 850 | 304 105 | 310 203 | 320 685 |

| 1851    | 1856    | 1861    | 1866    | 1872    | 1876    | 1881    | 1886    | 1891    |
| ------- | ------- | ------- | ------- | ------- | ------- | ------- | ------- | ------- |
| 323 615 | 327 846 | 328 817 | 333 155 | 331 243 | 336 655 | 350 103 | 353 766 | 354 282 |

| 1896    | 1901    | 1906    | 1911    | 1921    | 1926    | 1931    | 1936    | 1946    |
| ------- | ------- | ------- | ------- | ------- | ------- | ------- | ------- | ------- |
| 346 694 | 342 474 | 339 466 | 337 627 | 310 060 | 309 820 | 308 481 | 308 841 | 312 756 |

| 1954    | 1962    | 1968    | 1975    | 1982    | 1990    | 1999    | 2006    | 2011    |
| ------- | ------- | ------- | ------- | ------- | ------- | ------- | ------- | ------- |
| 312 842 | 321 118 | 326 467 | 335 829 | 342 812 | 345 965 | 344 392 | 359 711 | 370 939 |

| 2016    | 2021    | 2022    | - | - | - | - | - | - |
| ------- | ------- | ------- | - | - | - | - | - | - |
| 374 743 | 374 587 | 375 415 | - | - | - | - | - | - |

### Un département moyennement peuplé
La densité de population des Deux-Sèvres est de 62,6 hab./km2 en 2022, ce qui les classe au cinquième rang en Nouvelle-Aquitaine devant la Vienne (62,8 hab./km2) et derrière la Haute-Vienne (67,5 hab./km2) ; cependant, leur densité demeure inférieure à celle de la région qui s'établit à 72,7 hab./km2. Comparé à la densité de la France métropolitaine qui est de 107,1 hab./km2, le département des Deux-Sèvres apparaît comme un département moyennement peuplé.
Cependant, le département se caractérise à la fois par une démographie assez dynamique (solde naturel et solde migratoire positifs) et une urbanisation qui se renforce, notamment avec Niort dont l'unité urbaine compte 70 128 habitants en 2010. Le département compte onze unités urbaines de plus de 5 000 habitants en 2010 et un taux urbain proche de la moitié de la population départementale.

### Plus de la moitié de la population est urbaine
Le département recense dix villes de plus de 5 000 habitants au recensement de 2010, alors qu'il n'en comptait que six en 1999 et il cumule 37 communes de plus de 2 000 habitants dont une vingtaine sont classées urbaines — contre trente au recensement de 1999.
Par ailleurs, le département recense onze unités urbaines dépassant les 5 000 habitants en 2010 contre sept au recensement de 1999.
| Nom                   | Code Insee | Intercommunalité         | Superficie (km2) | Population (dernière pop. légale) | Densité (hab./km2) | Modifier                                    |
| --------------------- | ---------- | ------------------------ | ---------------- | --------------------------------- | ------------------ | ------------------------------------------- |
| Niort                 | 79191      | CA du Niortais           | 68,20            | 60 074 (2022)                     | 881                | modifier les données · modifier les données |
| Bressuire             | 79049      | CA du Bocage Bressuirais | 180,59           | 19 860 (2022)                     | 110                | modifier les données · modifier les données |
| Thouars               | 79329      | CC du Thouarsais         | 81,48            | 13 949 (2022)                     | 171                | modifier les données · modifier les données |
| Parthenay             | 79202      | CC de Parthenay-Gâtine   | 11,38            | 10 121 (2022)                     | 889                | modifier les données · modifier les données |
| Mauléon               | 79079      | CA du Bocage Bressuirais | 120,64           | 8 585 (2022)                      | 71                 | modifier les données · modifier les données |
| Saint-Maixent-l'École | 79270      | CC Haut Val de Sèvre     | 5,22             | 7 433 (2022)                      | 1 424              | modifier les données · modifier les données |
| Chauray               | 79081      | CA du Niortais           | 14,50            | 7 173 (2022)                      | 495                | modifier les données · modifier les données |
| Melle                 | 79174      | CC Mellois en Poitou     | 65,34            | 5 790 (2022)                      | 89                 | modifier les données · modifier les données |
| La Crèche             | 79048      | CC Haut Val de Sèvre     | 34,50            | 5 681 (2022)                      | 165                | modifier les données · modifier les données |
| Nueil-les-Aubiers     | 79195      | CA du Bocage Bressuirais | 98,83            | 5 529 (2022)                      | 56                 | modifier les données · modifier les données |
| Aiffres               | 79003      | CA du Niortais           | 25,72            | 5 423 (2022)                      | 211                | modifier les données · modifier les données |
| Moncoutant-sur-Sèvre  | 79179      | CA du Bocage Bressuirais | 92,78            | 5 100 (2022)                      | 55                 | modifier les données · modifier les données |
| Cerizay               | 79062      | CA du Bocage Bressuirais | 18,55            | 4 795 (2022)                      | 258                | modifier les données · modifier les données |
| Aigondigné            | 79185      | CC Mellois en Poitou     | 69,87            | 4 685 (2022)                      | 67                 | modifier les données · modifier les données |
| Celles-sur-Belle      | 79061      | CC Mellois en Poitou     | 41,37            | 3 834 (2022)                      | 93                 | modifier les données · modifier les données |

## Économie
L'économie des Deux-Sèvres reste essentiellement rurale. Le département étant particulièrement présent sur la chaîne de la production laitière (20 % des fromages de chèvre produits en France le sont dans les Deux-Sèvres, beurre d'Échiré…) et de la viande. Sur les vingt-cinq dernières années, la population active agricole a connu une forte diminution, mais reste encore importante en comparaison de la moyenne nationale.
D'après la chambre d'agriculture des Deux-Sèvres dans sa revue Chamb@gri79, le département était en France le premier producteur de melon et de lait de chèvre en 2010.
Plusieurs secteurs de l'industrie sont représentés :
- l'agroalimentaire (abattage, préparation de plats cuisinés, nutrition animale) ;
- le bois (scieries, panneaux de bois, charpenterie, parqueterie…) transformation (fabrication de meubles, mobilier de bureau, équipements de magasins) et négoce international ;
- l'automobile (assemblage avec Heuliez, centre de développement, équipementiers, spécialistes comme Sovam ou Libner, transports urbains comme Irisbus) ;
- l'équipement et matériels électriques et électroniques (matériel agricole, manutention, levage, matériel aéroportuaire (TLD Europe, Sovam), matériel aéronautique (Zodiac Aerospace, Leach International) ;
- les produits minéraux (carrières en particulier, le département étant l'un des dix principaux producteurs en France) et cimenterie des Ciments Calcia ;
- la confection, en cours de restructuration ce secteur d'activité historique, surtout présent dans le nord-ouest du département, se tourne aujourd'hui vers les produits à forte valeur ajoutée ;
- l'emballage et le conditionnement ;
- la chimie (gommes, peintures, vernis, résines synthétiques).

Le département compte peu de grosses unités industrielles, et le secteur repose sur un tissu de PME. Ces PME sont essentiellement localisées à Niort et dans le Nord-Ouest du département.
Le secteur des services est très important dans le département et plus particulièrement à Niort et dans son agglomération, qui abrite les sièges sociaux de nombreuses mutuelles d'assurances nationales (MAAF, MAIF, Macif). Ces mutuelles ont fait évoluer leur activité en se diversifiant dans l'assurance des particuliers, l'assurance santé, l'assurance vie, la prévoyance, la gestion d'actifs, l'assistance (IMA).
Niort abrite également le siège régional de certaines compagnies d'assurances (Groupama), de banques (Banque populaire, Crédit agricole) ou leurs centres de gestion.
Aux côtés de cette activité « assurances » et « banque », des sociétés de services locales ou antennes de groupes internationaux, liées à ces activités sont implantées :
- courtage d'assurances (François Bernard Assurances, etc.) ;
- audit et expertise comptable (Groupe Y, KPMG, Fiducial, etc.) ;
- services informatiques (Proservia, Thales, Darva, GFI Informatique, Sopra Steria, T-Systems, Logica, IG3M (Groupama), etc.).

Niort est aussi un centre logistique et commercial important dans le Centre-Ouest de la France.
Les exportations des Deux-Sèvres se sont élevées à 987 millions d'euros en 2005, principalement vers l'Allemagne, l'Italie et le Royaume-Uni. Le premier poste à l'exportation étant les « Produits de la construction automobile ».
Selon l'Insee la même année, le PIB par habitant des Deux-Sèvres s'élevait à 25 328 euros, chiffre le plus élevé de la région Poitou-Charentes et le 28e en France. Ce chiffre ayant connu une forte progression entre 2000 et 2005 (+ 24,77 %). Sur la période, en valeur absolue, les Deux-Sèvres connaissent la cinquième plus forte croissance de cet indicateur après les Hauts-de-Seine, Paris, la Savoie et les Hautes-Alpes. À titre de comparaison, le PIB par habitant de la Charente s'élève à 23 867 euros (36e position), de la Vienne à 23 197 euros (45e position) et de la Charente-Maritime à 20 974 euros (75e position).

## Recherche
En matière de recherche, le département abrite quatre centres de recherche :
- CNRS-CEB à Chizé (Sciences du vivant et sciences du globe) ;
- LASA à Champdeniers (Sécurité alimentaire) ;
- IRIAF (Institut des risques industriels, assurantiels et financiers - Université de Poitiers) à Niort ;
- Calyxis, anciennement CEPR (Centre Européen de Prévention des Risques) (Risques alimentaires, domestiques, entreprises, prévention routière) à Niort.

## Voies de communication et transports

### Transports routiers
Le département est aujourd'hui traversé dans sa partie sud par deux autoroutes :
- A10 vers Paris, Orléans, Tours et Bordeaux ;
- A83 vers Nantes (section de l'Autoroute des Estuaires reliant Calais à Bayonne via Rennes et Rouen).

Le département était concerné par deux autres projets de dessertes autoroutières, aujourd'hui à l'arrêt :
- la liaison Niort-La Rochelle ;
- une liaison autoroutière vers l'Est, avec une jonction entre l'A10 et l'A20, qui avait été actée le 6 décembre 2005 par l'État.

La voie rapide Nantes-Poitiers (E62) désenclave la partie nord-ouest du département depuis 2008, année d'ouverture du tronçon Cholet-Bressuire. Cette deux fois deux voies doit maintenant se prolonger vers Parthenay puis Poitiers.

### Transports en commun
Le département est traversé par les voies ferrées (voyageurs) suivantes :
- la ligne de Niort à La Rochelle (desservant les gares de Niort et Saint-Maixent-l'École). Ces gares sont desservies par les TGV Paris - La Rochelle ;
- la ligne de Niort à Saintes puis Royan ;
- la ligne de Tours à La Roche-sur-Yon desservant les gares de Bressuire et Thouars (ancienne ligne de l'État de Paris aux Sables-d'Olonne).

Deux lignes à vocation régionale font l'objet de projets de réouverture non financés à ce jour[Quand ?] :
- la ligne de Niort à Fontenay-le-Comte ;
- la ligne de Thouars à Niort via Parthenay.

Le département avait également mis en place un réseau de cars desservant les principales communes du département (délégation de service public auprès d'entreprises de transports privées locales) : le Réseau des Deux-Sèvres (RDS). Ce réseau a été repris en 2017 par la région Nouvelle-Aquitaine.

## Tourisme

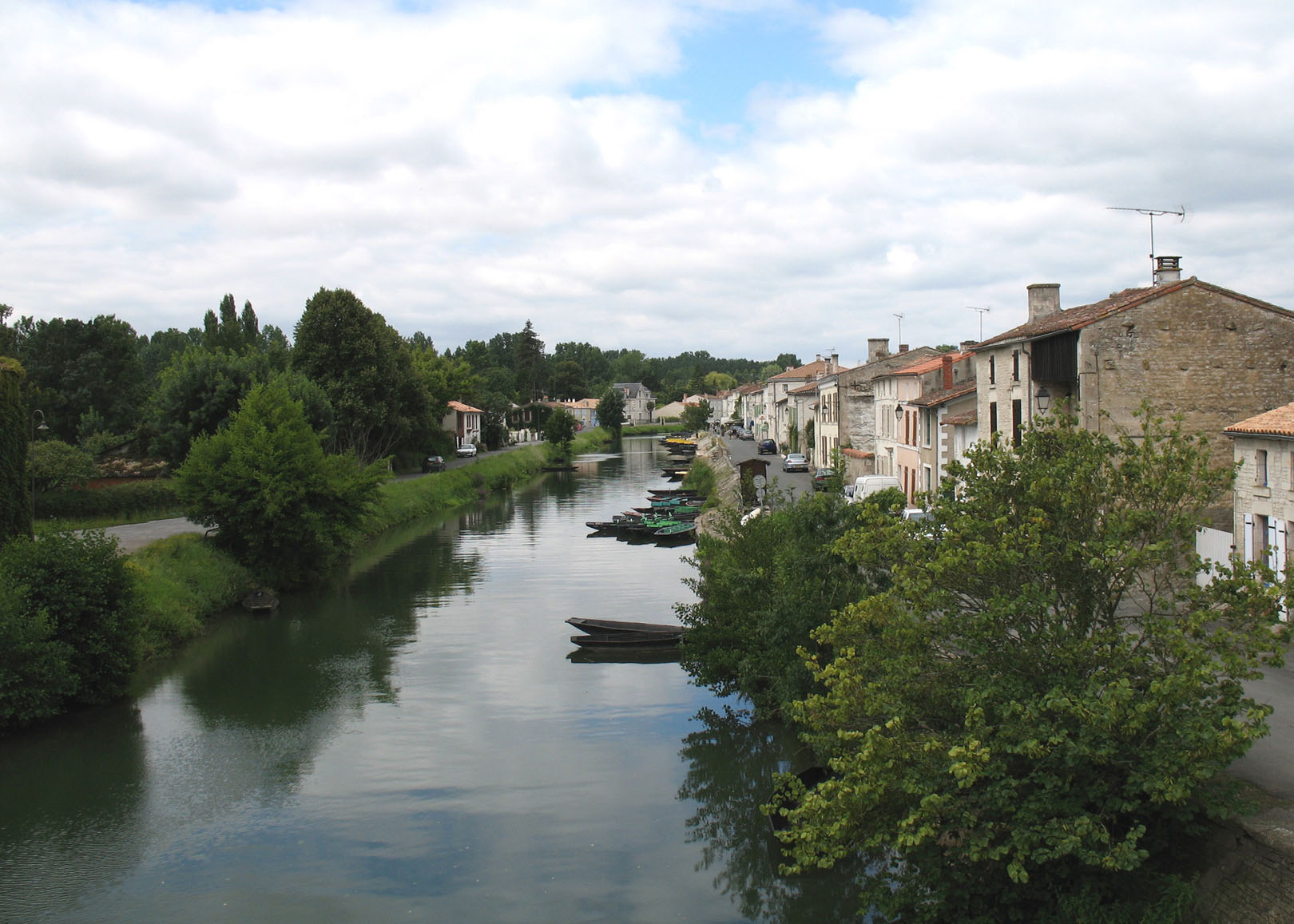
Coulon et le marais poitevin.

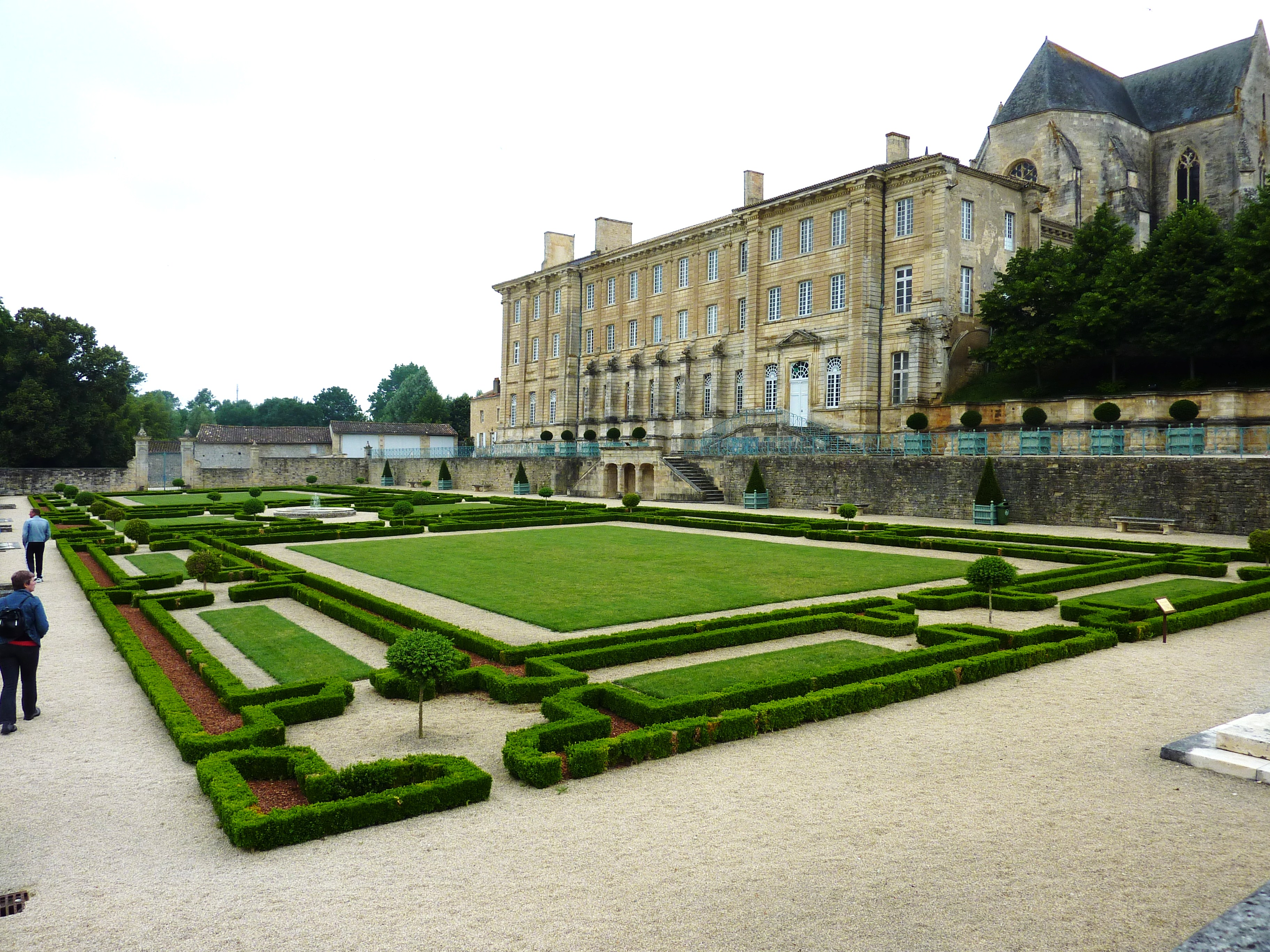
Abbaye royale Notre-Dame de Celles.

### Les résidences secondaires
Selon le recensement général de la population du 1er janvier 2008, 5,1 % des logements disponibles dans le département étaient des résidences secondaires.
Ce tableau indique les principales communes des Deux-Sèvres dont les résidences secondaires et occasionnelles dépassent 10 % des logements totaux.

### Abbaye royale et abbatiale Notre-Dame de Celles à Celles-sur-Belle
À l’origine, une « celle » (ce qui signifie « petit prieuré ») dépendant de l'abbaye de Lester (diocèse de Limoges) dont le sanctuaire, placé sous le vocable de la Vierge, voit « fleurir » dès 1095 de nombreux miracles. Il devient le lieu d’un pèlerinage fréquenté et proche d'un chemin de Saint-Jacques-de-Compostelle. Une abbaye indépendante de l’ordre de Saint-Augustin entre 1137 et 1140, mais aussi une seigneurie ecclésiastique dont les biens vont s’accroître au gré des offrandes et des donations. Aujourd'hui, ces jardins à la française, jardins de curé, jardins à insectes, sa roue du moulin, son musée moto et ses hologrammes présentant l'abbaye comme au temps jadis, l'abbatiale avec son orgue unique en France, rendent cette abbaye incontournable dans le sud des Deux-Sèvres.

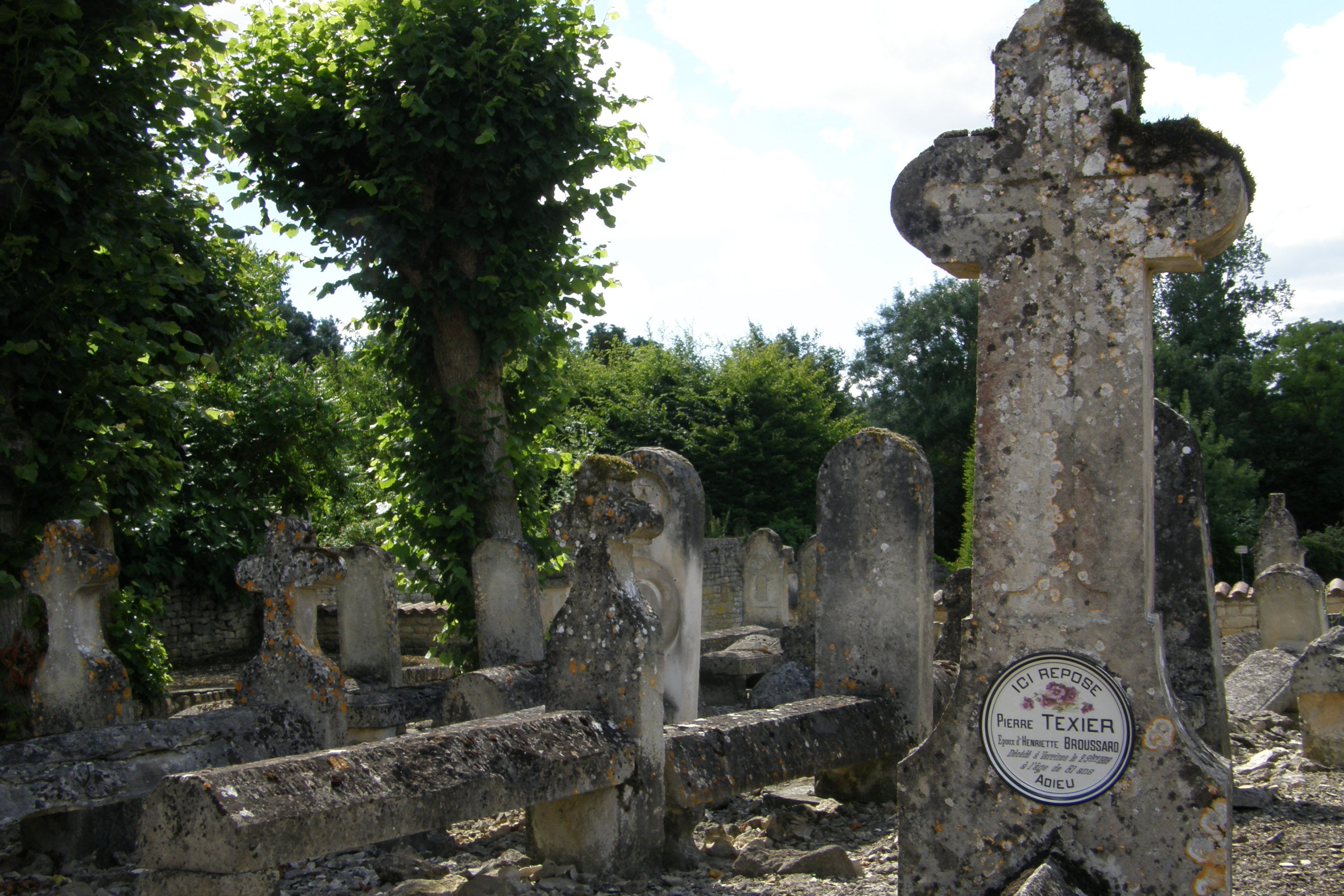
Cimetière de Verrines classé MH.

### Église romane de Verrines-sous-Celles
L'église romane de Verrines est classée Monument historique et son cimetière classé Site historique. De l'église ne subsistent aujourd'hui plus que le chœur et le transept. La nef, à l'exception d'une travée, a été détruite à la Révolution française.

### Abbaye Notre-Dame de Beauchêne à Cerizay
L'abbaye Notre-Dame de Beauchêne, à Cerizay, où officient des Chanoines réguliers du Latran, où le Président de la République dispose d'une stalle d'honneur comme « premier et unique chanoine honoraire de l’archibasilique du Latran ». Chaque année au mois d'août s'y joue le spectacle Beauchêne : Un mystérieux héritage, proposé par 300 bénévoles dont 150 acteurs. Il a réuni 2 500 spectateurs en 2023.

## Résidences secondaires
Communes ayant plus de 10 % de résidences secondaires en 2008 :
| Commune                | Population SDC | Nombre de logements | Résidences secondaires | % résidences secondaires |
| ---------------------- | -------------- | ------------------- | ---------------------- | ------------------------ |
| Les Forges             | 124            | 201                 | 142                    | 70,37 %                  |
| Arçais                 | 620            | 427                 | 106                    | 24,92 %                  |
| Saint-Loup-Lamairé     | 959            | 572                 | 105                    | 18,43 %                  |
| Coulon                 | 2 210          | 1 173               | 179                    | 15,28 %                  |
| Vasles                 | 1 680          | 950                 | 143                    | 15,03 %                  |
| Saint-Hilaire-la-Palud | 1 575          | 859                 | 115                    | 13,34 %                  |

## Culture

### Les festivals
Le dispositif « Terre de festivals » favorise la promotion de vingt-cinq festivals deux-sévriens auprès de la population locale et des touristes depuis 2004.
- Festival Terri’Thouars Blues
- Nouvelle(s) Scène(s)n à Niort
- Festival Bach à Pâques à Saint-Maixent-l'École
- Festival Ah ?n en Gatine
- Le Jazz bat la campagnen sur Parthenay
- Festival de Melle
- Le Très Grand Conseil Mondial des Clowns, à Niort
- Les Festiv'été Musicales
- Festival des jeux à Parthenay
- Festival au village, à Brioux-sur-Boutonne
- Bouillez !, à Bouillé-Saint-Paul
- Atout Arts, à Thouars
- Musiques et danses du monde à Airvault
- Terre de danses, en Pays Bocage bressuirrais
- Festival des enfants du monde à Saint-Maixent-l’École
- Boulevard du jazz en Pays mellois
- Festival Contes en Chemins en Pays Haut val de Sèvre
- De Bouche à Oreille à Parthenay
- Les Estivales d'ArtenetrA
- Lumières du baroque en Pays mellois
- Le Nombril du monde à Pougne-Hérisson[24]
- Les Coréades d'automne, Niort et Sud Deux-Sèvres
- Festival des vendanges à Pamproux
- Éclats de voix
- Festival International du Film Ornithologique (FIFO), de Ménigoute
- Festival du cinéma et de l'image On s'Fait des Films à Bressuire
- Festival de l'aventure individuelle à Mauzé-sur-le-Mignon
- Décroissance le Festival à Saint-Maixent-L’École

Le Département, labellisé Terre de Jeux 2024 - le label des collectivités de Paris 2024 - accueille sur son territoire le passage du Relais de la flamme.